# Schanzen (Bern)

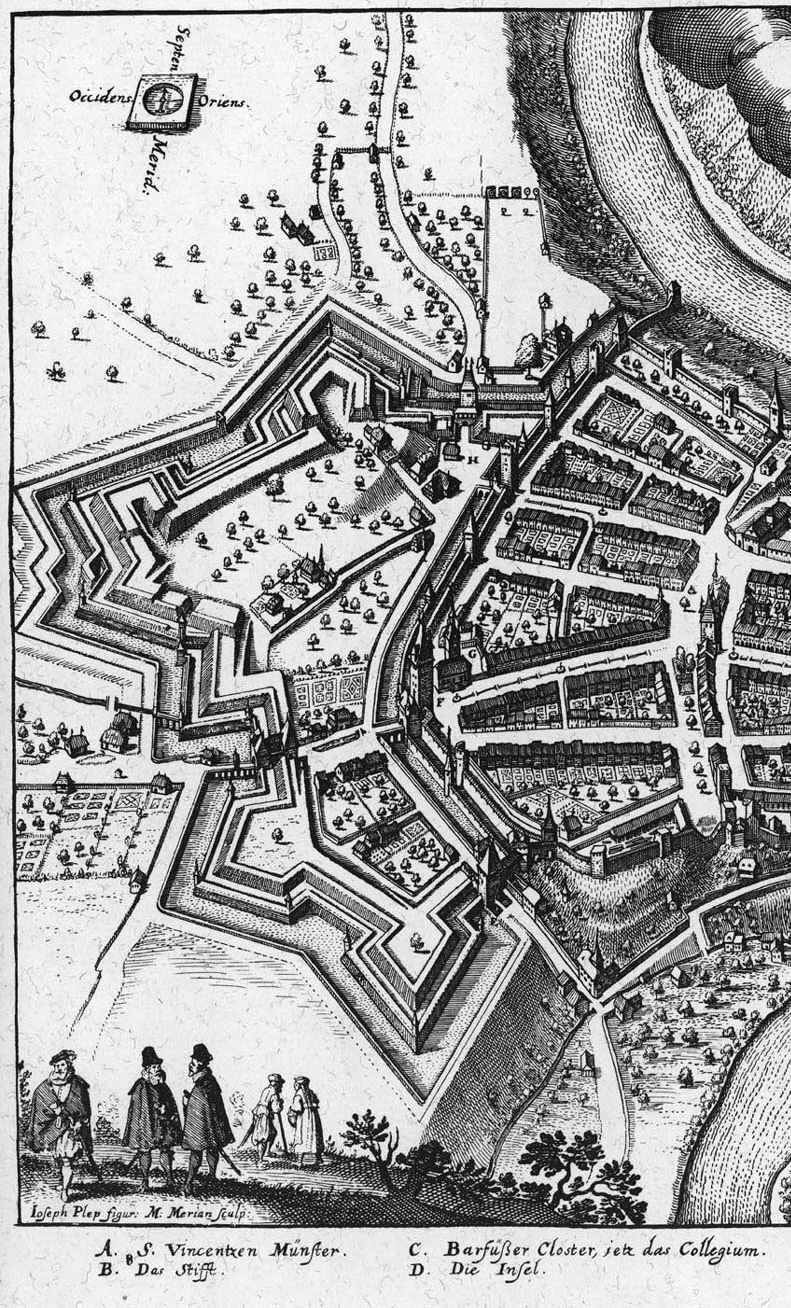
Grosse Schanze (oben) und Kleine Schanze (unterste Bastion) im 17. Jh.

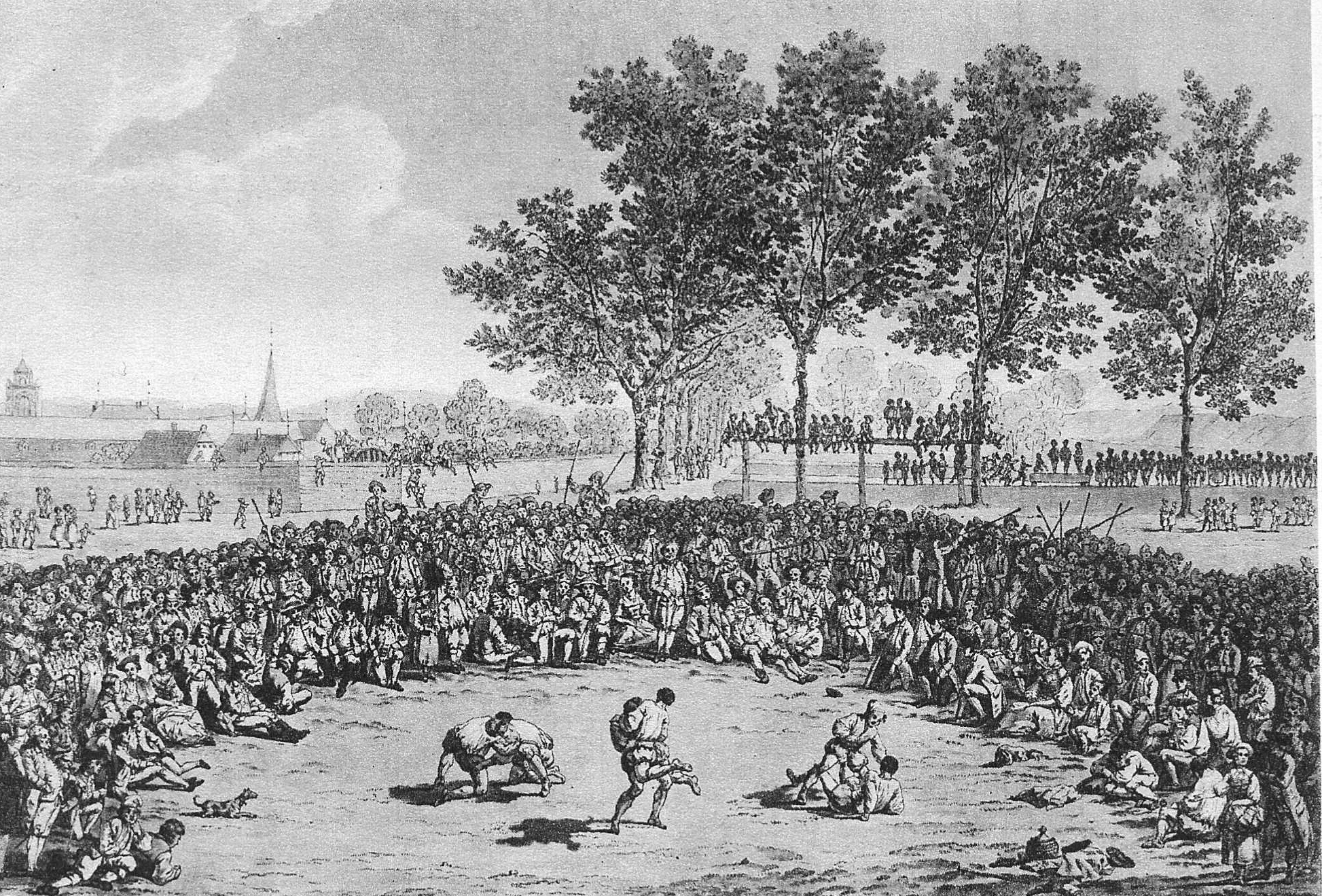
Ostermontagsschwingfest auf der Grossen Schanze um 1775

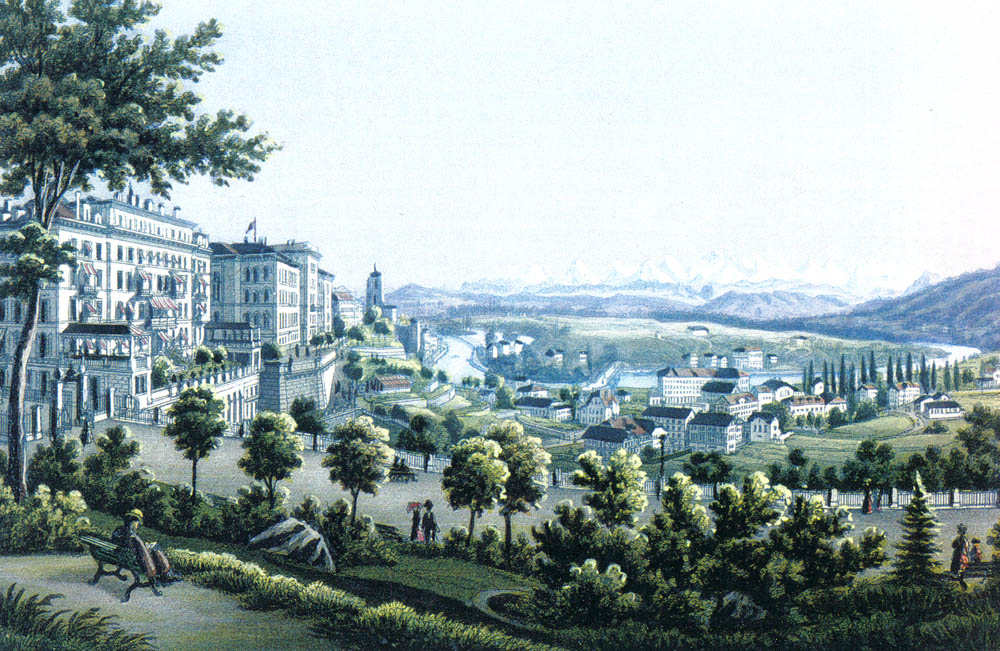
Blick von der Kleinen Schanze, nach 1872

Die Schanzen, bestehend aus der Grossen und der Kleinen Schanze, sind Teile der letzten Berner Stadtbefestigung im Westen der Altstadt aus dem 17. Jahrhundert. Als sie nicht mehr zur Verteidigung dienten, wurden sie in verschiedenen Etappen in Parkanlagen umgestaltet.

## Grosse Schanze
Die Grosse Schanze (599995 / 199857) geht auf Pläne des Hugenottenführers und Festungsbaumeisters Théodore Agrippa d’Aubigné zurück, die in reduzierter Form umgesetzt wurden. Der Bau der Schanze wurde am 30. März 1622 beschlossen und im April gleichen Jahres in Angriff genommen. 1634 wurden die Arbeiten abgeschlossen. Zwischen 1834 und 1846 wurde die Anlage grösstenteils eingeebnet; auf ihren letzten Überresten steht heute das 1903 eingeweihte Hauptgebäude der Universität Bern.
Bis zur Mitte des 19. Jahrhunderts fand auf der Grossen Schanze jährlich am Ostermontag ein Wettkampf im Schwingen statt. Um die Preise eines Schafes und den Titel eines Schwingerkönigs eiferten die besten Schwinger des Kantons und Männer aus Unterwalden und Luzern.

## Kleine Schanze
Die Kleine Schanze (600132 / 199378) besteht aus der 1623 fertiggestellten Bastion Wächter. Um 1817 wurde die Befestigungsanlage zu einer aussichtsreichen Promenadenanlage im landschaftlichen Stil umgebaut. Sie ist somit die schweizweit erste gärtnerische Umgestaltung einer barocken Befestigungsanlage. Um 1875 erfolgte eine wesentliche Umgestaltung und Erweiterung der Anlage. 1909 wurde anlässlich des 25-jährigen Bestehens des Weltpostvereins das Weltpostdenkmal eingeweiht. In diesem Zusammenhang wurde der ebene nördliche Bereich, der sogenannte Steinhauerplatz, neugestaltet und mit der südlichen Parkhälfte, welche bis zu diesem Zeitpunkt durch Mauer und Zaun abgetrennt war, verknüpft. Um 1960 wurden die um das Weltpostdenkmal angeordneten landschaftlich Wege und Grünflächen weitgehend geometrisiert. 1994 der Musikpavillon restauriert und 2013 bis 2014 die hohe Stützmauer unter der Europapromenade – ein Relikt der alten Befestigungsmauer – saniert. 
In unmittelbarer Nähe zum Bundeshaus sammelte sich hier ab Mitte der 1980er Jahre, die von der Münsterplattform vertriebene, offene Drogenszene, bis sie in der Weihnachtszeit 1990 durch die Polizei aufgelöst wurde und sich in den Kocherpark verlagerte. Aber auch danach gab es im Umfeld der Kleinen Schanze noch Probleme mit dem dort abgewickelten Drogenhandel und einem Drogenstrich. Nach und nach wurde die Kleine Schanze wieder zu einem Treffpunkt der gesamten Bevölkerung.
Der historischen Bedeutung entsprechend ist die Anlage im Bauinventar als schützenswertes Ensemble der Stadt Bern aufgeführt. Die Anlage ist weiter über das Bundesinventar der schützenswerten Ortsbilder der Schweiz von nationaler Bedeutung ISOS als Bestandteil des Bahnhof- und Bundeshausquartiers geschützt.
Die rund 16'700 m² grosse Parkanlage befindet sich als Parzelle Nr. 1516 im Eigentum der Stadt Bern.